# 乙弗朗
乙弗朗（?—?），字通照，北魏将领，其先为东部人。世为部落大人，与北魏迁居到代，定居上乐。
乙弗朗年轻时有侠气，在乡里以善骑射著称。魏孝庄帝末年，北边扰乱，避居并州、肆州，尔朱荣到他很看重，以功封连勺县子。后隶属于贺拔岳，跟随尔朱天光西讨，为贺拔岳左厢都督。魏孝武帝攻打高欢，以乙弗朗为阁内大都督。魏孝武帝西入关中，孝武帝以乙弗朗为军司，前驱开路。至长安，封长安县公。在岐州刺史任上去世。乙弗朗患积冷病，宇文泰赐三石东生散，令乙弗朗服用，使人朝夕探病。临终他说：“恨不见河、洛清平，重反京县”，三次举手搥床而气尽。赠太尉。其子乙弗凤，官至宫伯、开府仪同三司。与周孝闵帝谋宇文护，被杀。

## 延伸阅读
[在维基数据编辑]
 《北史·卷049》，出自李延壽《北史》